# Zadebri, Iavoriv
Zadebri (în ucraineană Задебрі) este un sat în comuna Iasnîska din raionul Iavoriv, regiunea Liov, Ucraina.

## Demografie
Componența lingvistică a localității Zadebri
     Ucraineană (100%)
Conform recensământului din 2001, toată populația localității Zadebri era vorbitoare de ucraineană (100%).